# Protestes a Armènia de 2023
El 19 de setembre de 2023, va començar una sèrie de protestes a Armènia després d'una ofensiva militar àzeri a l'Artsakh, que va resultar en una breu victòria de l'Azerbaidjan sobre la república separatista d'Artsakh. La república havia comptat amb un fort suport d'Armènia fins a un canvi en la política del Primer Ministre Nikol Paixinian cap a la regió en els últims anys. El govern de l'Azerbaidjan va obligar les autoritats separatistes de l'Artsakh a rendir-se, dissoldre l'Exèrcit de Defensa de l'Artsakh i començar negociacions sobre la seva reintegració dins de l'Azerbaidjan. En resposta, van esclatar protestes a Armènia acusant Paixinian de gestionar malament la crisi i abandonar l'Artsakh, exigint que renunciés. Paixinian ha caracteritzat les protestes com un intent de destituir-lo il·legalment del poder.

## Antecedents
L'Óblast Autònoma de l'Alt Karabakh era una óblast autònoma de majoria ètnica armènia dins de la República Socialista Soviètica de l'Azerbaidjan, que al seu torn era una república constituent de la Unió Soviètica. Els armenis del Karabakh van romandre fora de l'RSS d'Armènia i ressentien la incorporació a l'Azerbaidjan soviètic a causa de l'enemistat històrica entre els dos pobles i les polítiques discriminatòries. A la fi de la dècada de 1980, el moviment Karabakh es va desenvolupar com una manifestació del desig dels armenis de Karabakh que el seu óblast fos transferit a la jurisdicció de l'Armènia soviètica. Això va culminar el 1991, enmig de la desintegració en curs de la Unió Soviètica, quan les autoritats de l'Óblast Autònoma de l'Alt Karabakh es van separar de l'Azerbaidjan i van declarar la seva independència com a República de Nagorno-Karabakh (més tard República d'Artsakh). Aquest intent d'independència va tenir èxit inicialment. Quan l'Azerbaidjan i Armènia van declarar la seva independència de l'URSS, els combatents armenis del Karabakh van expulsar les forces àzeris juntament amb l'exèrcit d'Armènia durant la Primera Guerra de l'Alt Karabakh. La fi de la guerra el 1994 va deixar a la república del Karabakh sense reconeixement internacional però victoriosa, amb diverses àrees al voltant de la regió de l'Alt Karabakh ocupades també per tropes del Karabakh i Armènia.
Durant les dècades següents, l'Alt Karabakh/Artsakh independent va romandre fora del control de l'Azerbaidjan, depenent en gran manera d'Armènia i estretament integrada amb ella, i en molts sentits funcionant com una part de facto d'Armènia. La situació va canviar dràsticament el 2020 durant la Segona Guerra de l'Alt Karabakh, que va donar com a resultat una victòria de l'Azerbaidjan. Aquest país va reprendre els districtes ocupats que envoltaven l'Alt Karabakh, així com un terç del mateix Alt Karabakh. Es van desplegar forces de pau russes a Artsakh com a part d'un acord d'alto el foc.
Al setembre de 2023, malgrat la presència contínua de forces de pau russes a la regió, l'Azerbaidjan va llançar una nova ofensiva contra l'Artsakh, de la qual va sortir victoriosa després d'un dia i obligant al govern de l'Artsakh a rendir-se, dissoldre el seu exèrcit i acceptar converses de reintegració. Armènia, sota el govern de Nikol Paixinian, es va negar a intervenir en la situació i va reconèixer prèviament l'Alt Karabakh com a part de l'Azerbaidjan en un intent per fer les paus amb el país veí i orientar l'Estat armeni cap a Occident. La inacció del govern armeni va provocar la ira de molts armenis i va provocar protestes posteriors.

## Protestes

### 19 de setembre
Centenars de manifestants es van reunir enfront d'edificis governamentals a la capital, Erevan, denunciant Paixinian com a feble davant l'Azerbaidjan i l'Alt Karabakh, fet que Paixinian va caracteritzar com un cop d'estat i la seva destitució del càrrec. Així, Paixinian va denunciar els fets afirmant que "no hem de permetre que certes persones, certes forces assestin un cop a l'Estat armeni". Els manifestants van ser rebuts per un cordó policial i es van enfrontar amb la policia en un intent d'assaltar el Govern. Els manifestants i la policia van intercanviar llançaments d'ampolles de vidre i magranes paralitzants, i diverses finestres de l'edifici van ser destrossades.
Els manifestants també van envoltar l'ambaixada russa i van criticar la negativa de Rússia a intervenir en el conflicte. Entre els participants es trobaven membres electes de l'Ajuntament d'Erevan, elegits dos dies abans durant les eleccions municipals de 2023. Després que Rússia es queixés que la seguretat de la seva ambaixada era deficient i afectava les seves operacions, la policia armènia va ser enviada a formar un cordó al voltant de l'ambaixada, la qual cosa va provocar un enfrontament entre els manifestants i la policia. Segons els informes, més de 30 persones van resultar ferides.

### 20 de setembre
La multitud a la Plaça de la República va començar a ascendir a milers amb gent que demanava la destitució de Paixinian i que Armènia intervingués militarment, com ho va fer durant la Primera Guerra de l'Alt Karabakh. La policia va començar a detenir els manifestants, afirmant que la manifestació era il·legal. Alguns manifestants van demanar el rebuig del Protocol d'Alma-Ata i la retirada d'Armènia de l'Organització del Tractat de Seguretat Col·lectiva (OTSC), la qual cosa Paixinian va rebutjar, afirmant que aquelles demandes derivarien en "abandonar la independència d'Armènia".

### 21 de setembre
84 persones van ser detingudes durant les protestes.

### 22 de setembre
Dos assaltants no identificats van llançar unes bosses de pintura vermella a les portes de l'ambaixada russa a la ciutat d'Erevan. La policia armènia els va desallotjar ràpidament.
Levon Kotxarian, fill de l'ex president armeni Robert Kotxarian, va ser arrestat després de, segons informes, barallar-se a cops de puny amb quatre agents de policia mentre participava en les protestes.

### 25 de setembre
El Ministeri de l'Interior va dir que més de 140 persones havien estat arrestades a la capital armènia. Les forces especials del país van començar a detenir els manifestants que bloquejaven les carreteres a Erevan.